# SVOM
SVOM (англ. Space Variable Objects Monitor, Монітор космічних змінних об'єктів) — невеликий рентгенівський космічний телескоп, розроблений Китайським національним космічним управлінням, Китайською академією наук і Національним центром космічних досліджень Франції, запущений 22 червня 2024 року.
SVOM має вивчати вибухи масивних зір, аналізуючи утворені в результаті гамма-спалахи. Рентгенівське дзеркало для SVOM важить всього 1 кг.

## Цілі
Використовуючи одночасно космічні та наземні інструменти, місія має такі наукові цілі:
- Виявити всі відомі типи гамма-спалахів
- Забезпечити швидке й надійне позиціонування гамма-спалахів
- Виміряти широкосмуговий спектр швидкого випромінювання (від видимого до МеВ)
- Виміряти часову еволюцію швидкого випромінювання (від видимого до МеВ)
- Швидко визначати післясвітіння виявлених гамма-спалахів на рентгенівських й оптичних хвилях, у тому числі ті, які мають високе червоне зміщення (z>6)
- Виміряти широкосмуговий спектр раннього та пізнього післясвітіння (від видимого до рентгенівського випромінювання)
- Виміряти часову еволюцію раннього та пізнього післясвітіння (від видимого до рентгенівського).

## Наукові прилади

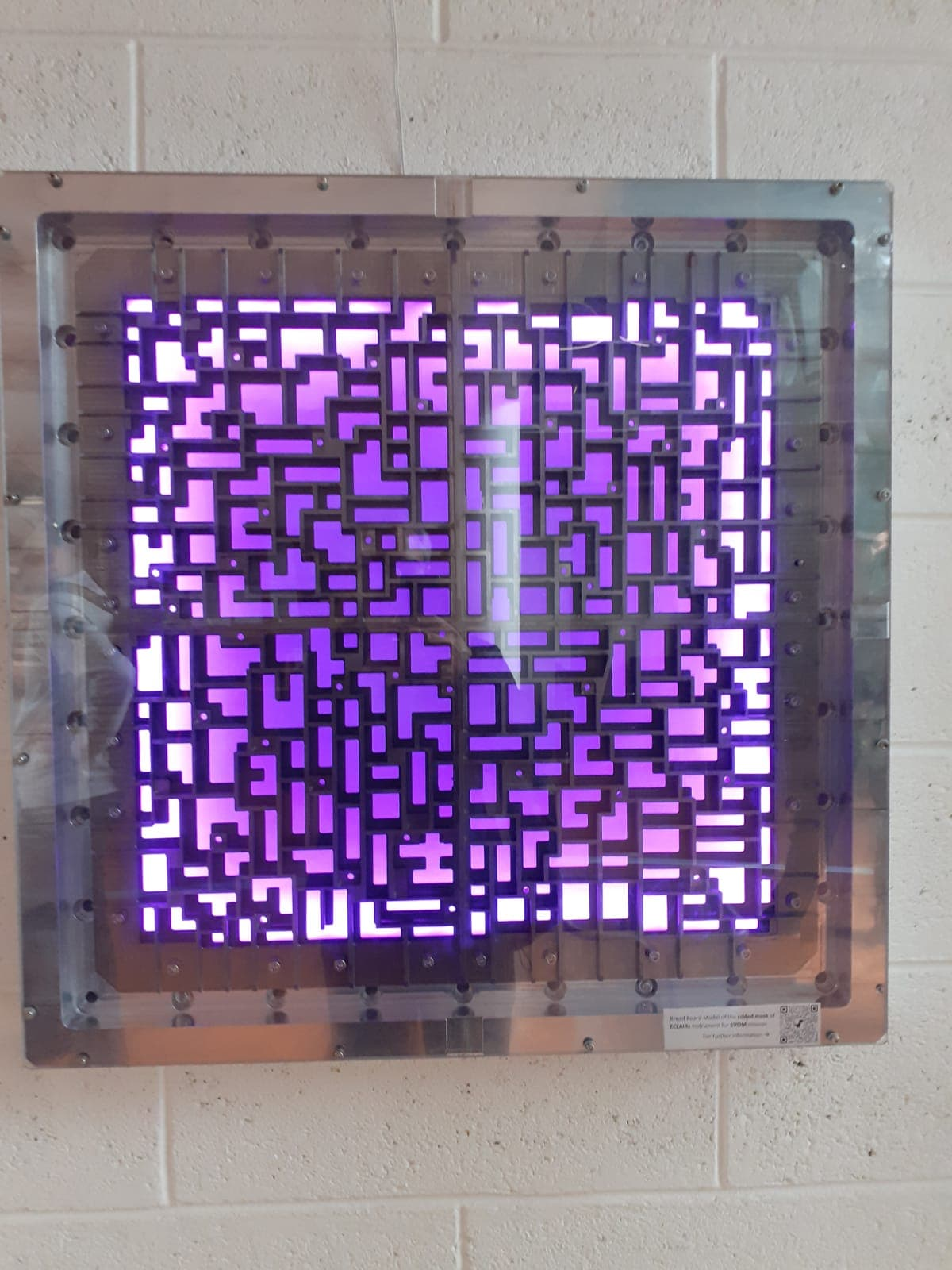
Кодована маска ECLAIRs

Обрана орбіта є круговою з висотою 600 км і кутом нахилу 30° з періодом прецесії 60 днів. Стратегія наведення апарата змушує Землю потрапляти в його поле зору на кожному витку орбіти. Корисне навантаження складається з наступних чотирьох основних інструментів:
ECLAIRsECLAIRs — камера з широким полем зору (~2 стерадіани) та кодованою апертурою з прозорістю маски 40 %, з'єднаний з блоком обробки даних, який відповідає за визначення місцезнаходження гамма-спалахів майже в режимі реального часу. Тригерна система ECLAIRs знімає небо в діапазоні енергій 4-120 кеВ, щоб швидко виявляти та локалізувати гамма-спалахи. Нижній поріг енергії ECLAIRs добре підходить для виявлення гамма-спалахів із сильним червоним зміщенням. Очікується, що ECLAIRs виявить приблизно 200 гамма-спалахів усіх типів протягом номінального 3-річного терміну експлуатації місії. Щоб досягти нижнього порогу енергії в 4 кеВ, площина детектування ECLAIRs вимощена 6400 детекторами Шотткі CdTe розміром 4×4 мм2 і товщиною 1 мм. Детектори згруповані по 32 у матрицях 8x4, які зчитуються малошумною ASIC.
GRM (англ. Gamma-ray Burst Monitor, Монітор гамма-спалахів)Спектрометр гамма-випромінювання GRM чутливий в області від 50 кеВ до 5 МеВ. Його сповіщення про гамма-спалахи надсилаються в режимі реального часу спільноті наземних спостерігачів.
MXT (англ. Microchannel X-ray Telescope, Мікроканальний рентгенівський телескоп)Поворот космічного корабля виконується для того, щоб розташувати гамма-спалах у вузьких полях зору двох інструментів — телескопа м'якого рентгенівського випромінювання MXT і телескопа видимого діапазону VT, щоб уточнити положення гамма-спалаху й вивчити ранні фази його післясвітіння. Щоб мати широке поле зору, MXT використовує принцип ока лобстера.
VT (англ. Visible Telescope, Видимий телескоп)Телескоп діаметром 45 см, що працює в діапазоні від 400 до 950 нм, з полем зору 21 × 21 кутова мінута. Він чутливий приблизно до 23 зоряної величини в R-діапазоні.

## Наземний сегмент
Наземний сегмент включає в себе набір із трьох наземних спеціалізованих інструментів — двох роботизованих наземних телескопів (GFT) і наземної ширококутної камери (GWAC), — які доповнять космічні інструменти.
GWAC (англ. Ground Wide Angle Cameras, Наземні ширококутні камери)GWAC, набір оптичних камер із широким полем зору, що працюють в оптичному діапазоні, дозволить систематично вивчати видиме випромінювання під час і перед гамма-спалахом. Він повинен охоплювати поле зору приблизно 8000 град², мати чутливість близько 15 зоряної величини за 5 секунд (в умовах повного Місяця) у V-діапазоні та час експозиції 15 секунд. Він буде постійно контролювати поле, охоплене ECLAIRs, щоб спостерігати видиме випромінювання понад 20 % подій, принаймні за 5 хвилин до та 15 хвилин після початку гамма-спалаху.
GFT (англ. Ground Follow-up Telescopes, Наземні телескопи спостереження)GFT, два роботизовані телескопи 1-метрового класу (один керований Францією, іншим — Китаєм), автоматично наводитимуться на область гамма-спалаху протягом десятків секунд після прийому попередження та забезпечуватимуть стеження за нею у видимому та ближньому інфрачервоному діапазоні. Вони сприятимуть покращенню зв'язку між космічним апаратом і найбільшими телескопами, вимірюючи небесні координати з точністю, кращою за 0,5″, і надаючи оцінку його фотометричного червоного зміщення менш ніж за 5 хвилин після початку спостережень. Розташовані рівномірно на Землі (один у Південній Америці, інший у Китаї), вони зможуть розпочати дослідження оптичного випромінювання гамма-спалаху відразу після прийому повідомлення про нього в більш ніж 40 % випадків.